# برج فيستا (كوالالمبور)
برج فيستا هو جزء من مشروع تطوير متكامل يُعرف باسم إنترمارك، عرف سابقاً ببرج إمباير. يقع إنترمارك في شارع تون رزاق في وسط مدينة كوالالمبور، ويتكون المبنى من مكاتب برج إنتيجرا، ومبنى مكاتب مميز، برج فيستا، وفندق دبل تري باي هيلتون، ومنطقة تجارية بمساحة 200,000 قدم مربع (19,000 م2) من منصة البيع بالتجزئة.
تشمل المرحلة الأولى من التطوير برج فيستا ومنصة البيع بالتجزئة وفندق دبل تري باي هيلتون، وهو الأول من نوعه في جنوب شرق آسيا. تم اقتراح الاستحواذ عليها من قبل شركة أمانة رايا ريت في سبتمبر 2017 مقابل 455 مليون رينغيت ماليزي.